# Caricàcies
Les Caricàcies o Caricaceae són una família de plantes formada per una cinquantena d'espècies majoritàriament arbòries i de tronc suculent. Presenten fulles grosses i palmades i flors unisexuals, actinomorfes i pentàmeres disposades en inflorescència axil·lars: les masculines, amb una corol·la llarga tubular i deu estams concrescents; les femenines, més curtes i amb els estils lliures. Els fruits són en baia. Són pròpies de l'Amèrica tropical i algunes de les seves espècies, com el papaier (Carica papaya), tenen importància econòmica pels seus fruits comestibles.